# Neuf-Berquin
Cet article possède des paronymes, voir Berquin et Vieux-Berquin.
Neuf-Berquin est une commune française, située dans le département du Nord (59) en région Hauts-de-France.

## Géographie

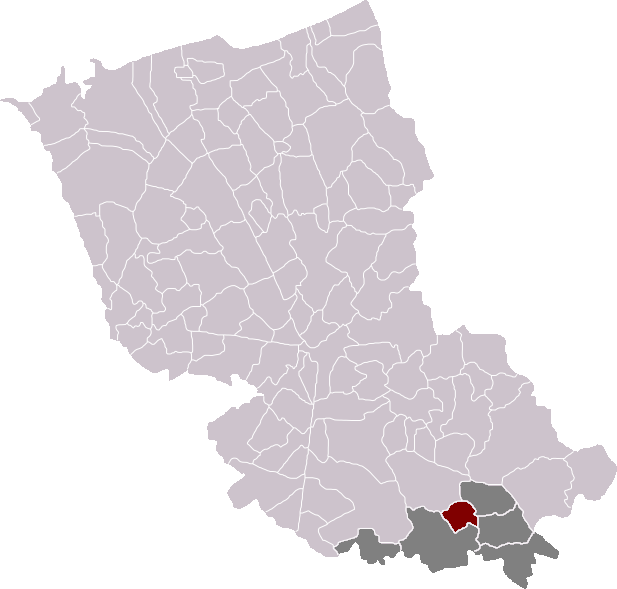
Neuf-Berquin dans son canton et son arrondissement

### Situation
La commune est située dans le Nord à une vingtaine de kilomètres à l'ouest de Lille.

### Communes limitrophes
| Vieux-Berquin |              | Le Doulieu |
|               | Neuf-Berquin | Estaires   |
| Merville      |              |            |

### Hydrographie

#### Réseau hydrographique
La commune est située dans le bassin Artois-Picardie. Elle est drainée par la Plate Becque, le Courant du Pont du Beurre - Courant de l'Hautdyck, la Becque du Pont Rondin, le Courant de la redoute, le Courant du pont liévois et divers autres petits cours d'eau,.
La Plate Becque, d'une longueur de 16 km, prend sa source dans la commune de Pradelles et se jette  dans le canal d'Hazebrouck à Merville, après avoir traversé six communes. 

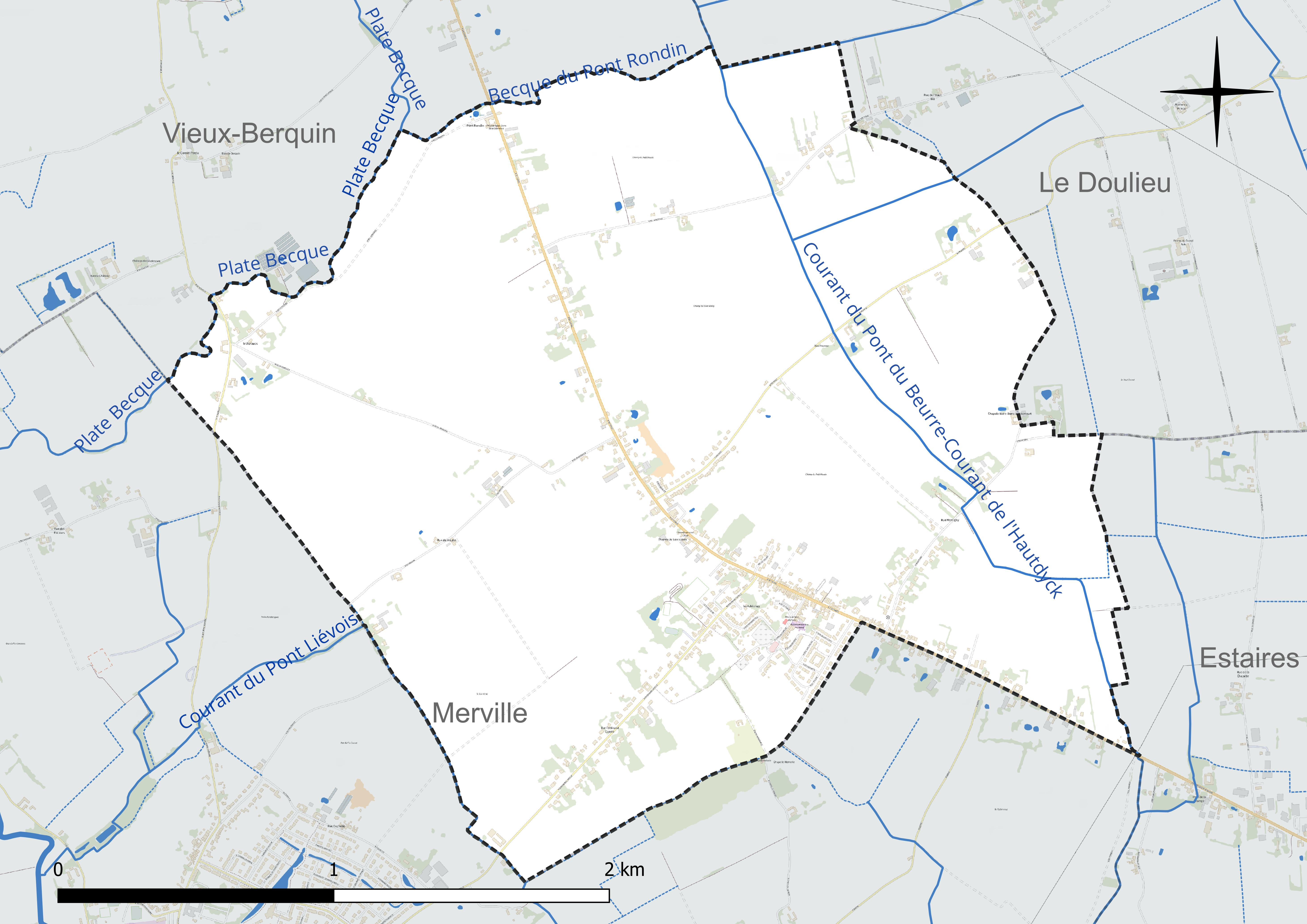
Réseau hydrographique de Neuf-Berquin.

#### Gestion et qualité des eaux
Le territoire communal est couvert par le schéma d'aménagement et de gestion des eaux (SAGE) « Lys ». Ce document de planification concerne un territoire de 1 835 km2 de superficie, délimité par le bassin versant de la Lys. Le périmètre a été arrêté le 29 mai 1995 et le SAGE proprement dit a été approuvé le 6 août 2010, puis révisé le 20 septembre 2019. La structure porteuse de l'élaboration et de la mise en œuvre est le syndicat mixte pour l'élaboration du SAGE de la Lys (SYMSAGEL). 
La qualité des cours d'eau peut être consultée sur un site dédié géré par les agences de l'eau et l'Agence française pour la biodiversité. 

### Climat
Pour des articles plus généraux, voir Climat des Hauts-de-France et Climat du Nord.
En 2010, le climat de la commune est de type climat océanique dégradé des plaines du Centre et du Nord, selon une étude du CNRS s'appuyant sur une série de données couvrant la période 1971-2000. En 2020, Météo-France publie une typologie des climats de la France métropolitaine dans laquelle la commune est exposée à un climat océanique et est dans la région climatique  Côtes de la Manche orientale, caractérisée par un faible ensoleillement (1 550 h/an) ; forte humidité de l'air (plus de 20 h/jour avec humidité relative > 80 % en hiver), vents forts fréquents. 
Pour la période 1971-2000, la température annuelle moyenne est de 10,7 °C, avec une amplitude thermique annuelle de 13,9 °C. Le cumul annuel moyen de précipitations est de 692 mm, avec 11,7 jours de précipitations en janvier et 9 jours en juillet. Pour la période 1991-2020, la température moyenne annuelle observée sur la station météorologique la plus proche, située sur la commune de Lillers à 17 km à vol d'oiseau, est de 11,1 °C et le cumul annuel moyen de précipitations est de 731,5 mm,. Pour l'avenir, les paramètres climatiques de la commune estimés pour 2050 selon différents scénarios d'émission de gaz à effet de serre sont consultables sur un site dédié publié par Météo-France en novembre 2022.

## Urbanisme

### Typologie
Au 1er janvier 2024, Neuf-Berquin est catégorisée commune rurale à habitat dispersé, selon la nouvelle grille communale de densité à sept niveaux définie par l'Insee en 2022.
Elle appartient à l'unité urbaine de Béthune, une agglomération inter-départementale regroupant 94  communes, dont elle est une commune de la banlieue,,. Par ailleurs la commune fait partie de l'aire d'attraction de Lille (partie française), dont elle est une commune de la couronne,. Cette aire, qui regroupe 201 communes, est catégorisée dans les aires de 700 000 habitants ou plus (hors Paris),.

### Occupation des sols
L'occupation des sols de la commune, telle qu'elle ressort de la base de données européenne d'occupation biophysique des sols Corine Land Cover (CLC), est marquée par l'importance des territoires agricoles (91,5 % en 2018), une proportion identique à celle de 1990 (91,5 %). La répartition détaillée en 2018 est la suivante : 
terres arables (91,5 %), zones urbanisées (8,5 %). L'évolution de l'occupation des sols de la commune et de ses infrastructures peut être observée sur les différentes représentations cartographiques du territoire : la carte de Cassini (XVIIIe siècle), la carte d'état-major (1820-1866) et les cartes ou photos aériennes de l'IGN pour la période actuelle (1950 à aujourd'hui).

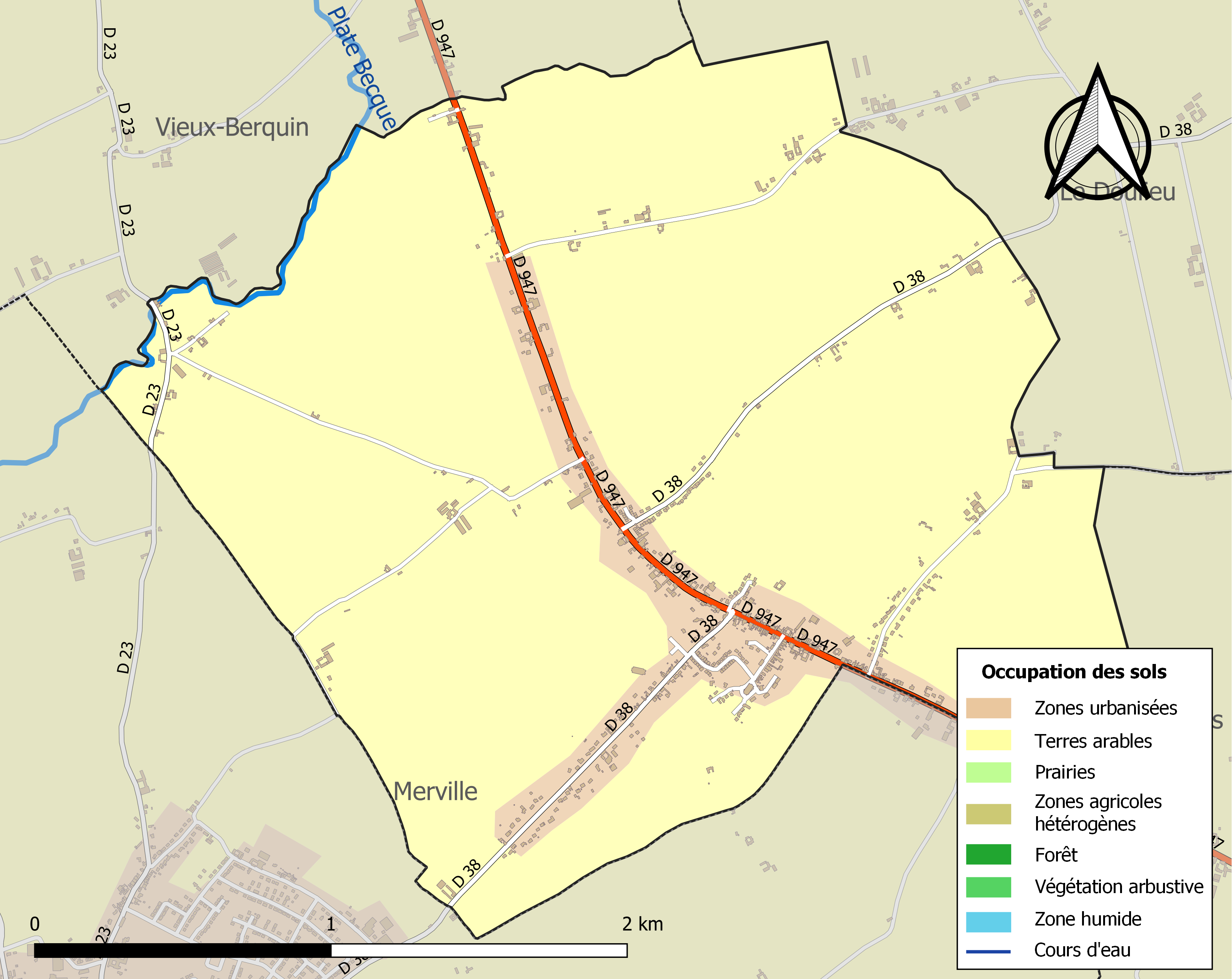
Carte des infrastructures et de l'occupation des sols de la commune en 2018 (CLC).

## Toponymie
En flamand occidental, la commune se nomme Zuud-Berkin, et Zuud Berkijn ou Nieuw-Berkijn en néerlandais.

## Histoire
Ce village est situé sur la grande voie romaine qui va de Cassel à Arras.  L'agglomération est le résultat d'un démembrement de la paroisse d'Estaires, probablement antérieur à 1239.
Avant la Révolution française, la paroisse était incluse dans le diocèse de Thérouanne, puis à la disparition de celui-ci dans le diocèse de Saint-Omer.
En 1355, Renauld, seigneur d'Estaires, Neuf-Berquin et de la Motte de la Gorgue, époux d'Aloïde, fille de Robert d'Espierres, vend la Motte de La Gorgue au comte de Flandre Louis de Male (Louis II de Flandre).
En 1436, Engelbert d'Enghien, seigneur d'Estaires, accroit la ville d'Estaires sur la seigneurie de Neuf-Berquin (Zuut-Berquin).
Au XVe siècle, le duc de Bourgogne Philippe le Bon autorise Estaires à mettre sur ses rôles d'imposition les fiefs revendiqués par le Neuf-Berquin.
En 1703, Estaires achète la Viersgate ou Vierschaere (cour de justice secondaire) de Zuut-Berquin (Neuf-Berquin); elle lui avait déjà prêté 1200 livres parisis en 1672,.
Le village a été totalement détruit lors de l'offensive allemande de 1918 et a reçu à ce titre la croix de guerre 1914-1918.

## Héraldique
|  | Les armes de Neuf-Berquin se blasonnent ainsi : "De gueules à un écusson d'or en abîme." |

## Politique et administration
Maire en 1802-1803 : J.B. Vanhove.
Maire en 1807 : Pruvost.
Maire en 1883 : L. Papeguay.
Maire de 1887 à 1890 : Jules Petitprez.
Maire de 1890 à 1904 : Désiré Cousin.
Maire de 1904 à 1914 : Aimable Delannoy.
Maire de 1923 à 1934 : Ch. Capelle.
Maire de 1934 à 1939 : Eugène Dubruque.
Maire de 1951 à 1965 : Mme H. Delelis.

Maire de 1965 à 1978 au moins : R. Devos, conseiller général du canton de Merville en 1978.
| Période                                  | Période   | Identité         | Étiquette | Qualité    |
| ---------------------------------------- | --------- | ---------------- | --------- | ---------- |
| (maire en 1981)                          |           | Robert Devos     |           |            |
| mars 2001                                | juin 2020 | Bernard Debeugny | PS        | Professeur |
| juin 2020                                | En cours  | Serge Olivier    |           |            |
| Les données manquantes sont à compléter. |           |                  |           |            |

## Population et société

### Démographie

#### Évolution démographique
L'évolution du nombre d'habitants est connue à travers les recensements de la population effectués dans la commune depuis 1793. Pour les communes de moins de 10 000 habitants, une enquête de recensement portant sur toute la population est réalisée tous les cinq ans, les populations de référence des années intermédiaires étant quant à elles estimées par interpolation ou extrapolation. Pour la commune, le premier recensement exhaustif entrant dans le cadre du nouveau dispositif a été réalisé en 2004.

En 2022, la commune comptait 1 422 habitants, en évolution de +16,65 % par rapport à 2016 (Nord : +0,51 %, France hors Mayotte : +2,11 %).
| 1793  | 1800  | 1806  | 1821  | 1831  | 1836  | 1841  | 1846  | 1851  |
| ----- | ----- | ----- | ----- | ----- | ----- | ----- | ----- | ----- |
| 1 362 | 1 280 | 1 484 | 1 302 | 1 376 | 1 466 | 1 486 | 1 478 | 1 430 |

| 1856  | 1861  | 1866  | 1872  | 1876  | 1881  | 1886  | 1891  | 1896  |
| ----- | ----- | ----- | ----- | ----- | ----- | ----- | ----- | ----- |
| 1 347 | 1 393 | 1 439 | 1 397 | 1 396 | 1 364 | 1 296 | 1 301 | 1 281 |

| 1901  | 1906  | 1911  | 1921 | 1926 | 1931 | 1936 | 1946 | 1954 |
| ----- | ----- | ----- | ---- | ---- | ---- | ---- | ---- | ---- |
| 1 274 | 1 225 | 1 172 | 800  | 885  | 879  | 887  | 851  | 817  |

| 1962 | 1968 | 1975 | 1982 | 1990  | 1999  | 2004  | 2006  | 2009  |
| ---- | ---- | ---- | ---- | ----- | ----- | ----- | ----- | ----- |
| 802  | 840  | 765  | 892  | 1 085 | 1 156 | 1 222 | 1 246 | 1 229 |

| 2014  | 2019  | 2022  | - | - | - | - | - | - |
| ----- | ----- | ----- | - | - | - | - | - | - |
| 1 226 | 1 263 | 1 422 | - | - | - | - | - | - |

#### Pyramide des âges
La population de la commune est relativement jeune.
En 2018, le taux de personnes d'un âge inférieur à 30 ans s'élève à 36,9 %, soit en dessous de la moyenne départementale (39,5 %). À l'inverse, le taux de personnes d'âge supérieur à 60 ans est de 23,6 % la même année, alors qu'il est de 22,5 % au niveau départemental.
En 2018, la commune comptait 609 hommes pour 639 femmes, soit un taux de 51,2 % de femmes, légèrement inférieur au taux départemental (51,77 %).
Les pyramides des âges de la commune et du département s'établissent comme suit.
| Hommes | Classe d’âge | Femmes |
| ------ | ------------ | ------ |
| 0,3    | 90 ou +      | 0,9    |
| 4,9    | 75-89 ans    | 6,5    |
| 17,4   | 60-74 ans    | 17,3   |
| 21,1   | 45-59 ans    | 20,7   |
| 19,0   | 30-44 ans    | 18,1   |
| 16,2   | 15-29 ans    | 16,4   |
| 21,1   | 0-14 ans     | 20,1   |

| Hommes | Classe d’âge | Femmes |
| ------ | ------------ | ------ |
| 0,5    | 90 ou +      | 1,4    |
| 5,3    | 75-89 ans    | 8,1    |
| 14,8   | 60-74 ans    | 16,2   |
| 19,1   | 45-59 ans    | 18,4   |
| 19,5   | 30-44 ans    | 18,7   |
| 20,7   | 15-29 ans    | 19,1   |
| 20,2   | 0-14 ans     | 18     |

## Lieux et monuments

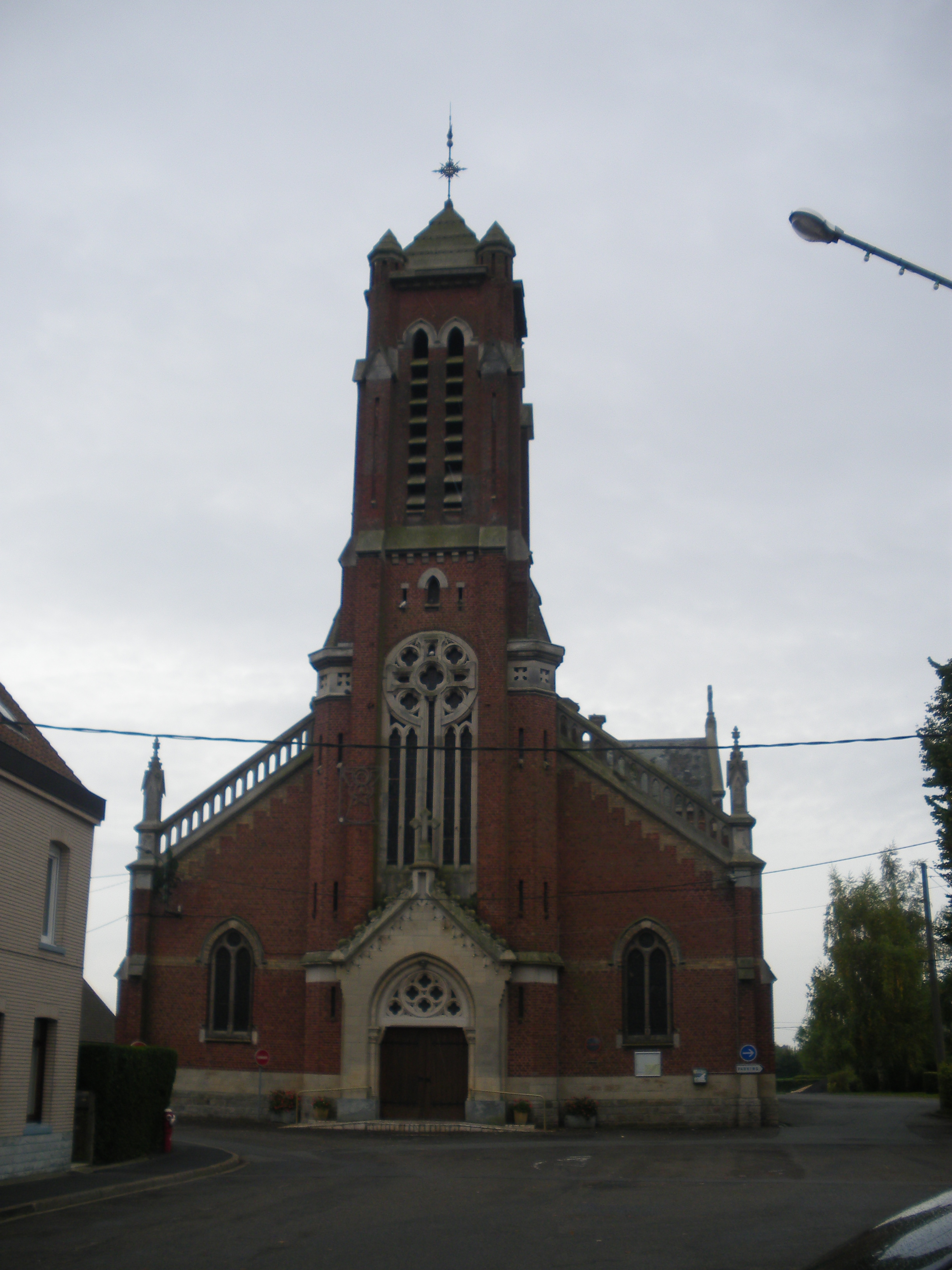
L'église Saint-Gilles.

- L'église Saint-Gilles.

## Personnalités liées à la commune
- Ferdinand Capelle (1883-1942), clarinettiste et professeur au conservatoire de Lille, est né à Neuf-Berquin et mort à La Madeleine. Une rue de Neuf-Berquin menant à Merville lui est dédiée.

## Pour approfondir